# آبگیر دون خوان
آبگیر دون خوان (انگلیسی: Don Juan Pond) یک دریاچه زیاده‌شور کوچک و بسیار کم‌ژرفا در انتهای غربی دره رایت در سرزمین ویکتوریا در جنوبگان است که در ۹ کیلومتری غرب دریاچه واندا قرار دارد. این دریاچه میان رشته‌کوه آسگارد به سمت جنوب و رشته‌کوه دایس به سمت شمال قرار دارد.
آبگیر دون خوان با شوری بیش از ۴۷٪، شورترین دریاچه در جنوبگان است و شوری بسیار زیاد آن باعث می‌شود که تا دمای °۵۰− سلسیوس نیز به صورت مایع باقی بماند. این آبگیر در سال ۱۹۶۱ توسط جورج اچ. میر کشف شد و به نام دو خلبان بالگرد که خلبانی بالگرد در نخستین پرواز جهت بازدید میدانی آبگیر را به عهده اشتند، نام‌گذاری شد.

## شوری
آبگیر دون خوان یک دریاچه زیاده‌شور با بستر هموار و ژرفای کم است. شوری آب این دریاچه بالاترین رکورد ثبت‌شده در دنیا را داراست که از شوری آب دریای مرده و دریاچه عسل در جیبوتی نیز بالاتر است. مقدار شوری در دریاچه واندا و احتمالاً دیگر دریاچه‌های واقع در دره‌های خشک مک‌موردو نیز به همین اندازه است. شوری آب آن از ۲۰۰ تا ۴۷۴ گرم بر لیتر متغیر است که بخش عمده آن کلسیم کلرید است. شوری آب آبگیر دون خوان ۱۸ برابر شوری اقیانوس و ۱٫۳ برابر شوری دریای مرده‌است و تنها دریاچه زیاده‌شور در جنوبگان است که تقریباً هیچ‌گاه یخ نمی‌بندد. این آبگیر به صورت نقطه زهکش آب زیرزمینی است و مناطق پیرامون آن با نمک‌های سدیم کلرید و کلرید کلسیم پوشیده شده که با تبخیر آب رسوب‌گذاری شده‌اند.